# Traiguera
Traiguera è un comune spagnolo di 1 695 abitanti situato nella comunità autonoma Valenciana.